# 鞍掛峠
鞍掛峠（くらかけとうげ）は、三重県いなべ市と滋賀県犬上郡多賀町を結ぶ峠。国道306号上にある。

## 概要
全区間追い越し禁止で、三重県側は滋賀県側に比べ道が狭く、大型車は対向車線にはみ出さないと曲がれない場合がある。三重県と滋賀県境の鈴鹿山脈の主稜線の焼尾山と鈴北岳との鞍部。伊勢湾へ流れる員弁川と琵琶湖へ流れる犬上川との分水嶺。下部を通る国道306号の鞍掛トンネルの東口と西口のそれぞれから登山道が通じ、南北に通る登山道と交差する。峠には小さな祠がある。冬季期間（概ね12月上旬から3月下旬まで）は通行止めになる。

## 歴史
名称の由来は858年（天安2年）惟喬親王が藤原良房の追討を逃れ都から逃れる際、ここで馬の鞍を外して休憩をとらせたことに因んで名付けられた。
古くは竜華峠（りゅうげとうげ）とも呼ばれていた。三重県北部の住民は、納骨の際に京都に向かう為に通った道であった。対する彦根界隈の住民は、伊勢神宮への参拝の際に通った道で、彦根藩の参宮道路でもあった。詳細については、鞍掛トンネルの三重県側の看板に書かれている。
1990年代半ばまで、滋賀県側では麓から峠までほぼ全線ダート区間であった。
2012年から2019年までは台風や災害による崩落によって大半の期間が通行止めになっていた。2012年9月には平成24年台風第17号の影響で大規模な崩落が発生し、2014年11月まで2年以上も通行止めが続いていた。2016年（平成28年）3月の大雨で滋賀県側にて法面が3か所崩落したため、崩落個所の対策工事が終わる2019年初旬まで鞍掛峠を通り抜ける通行はできない見通しが示された。3年以上経過した2019年5月29日に通行止めは解除された。

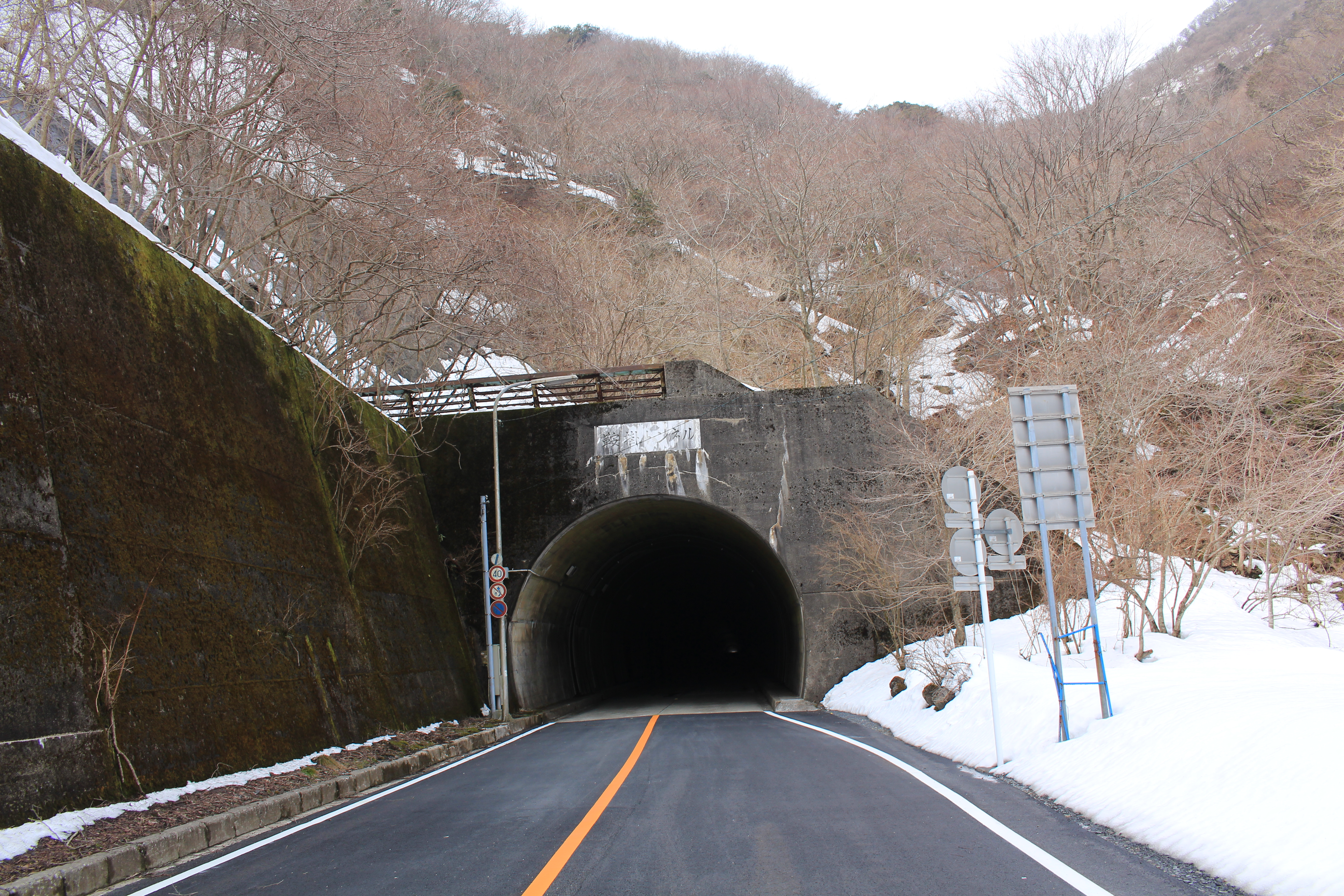
鞍掛峠の下を貫通する国道306号の鞍掛トンネル（三重県側）
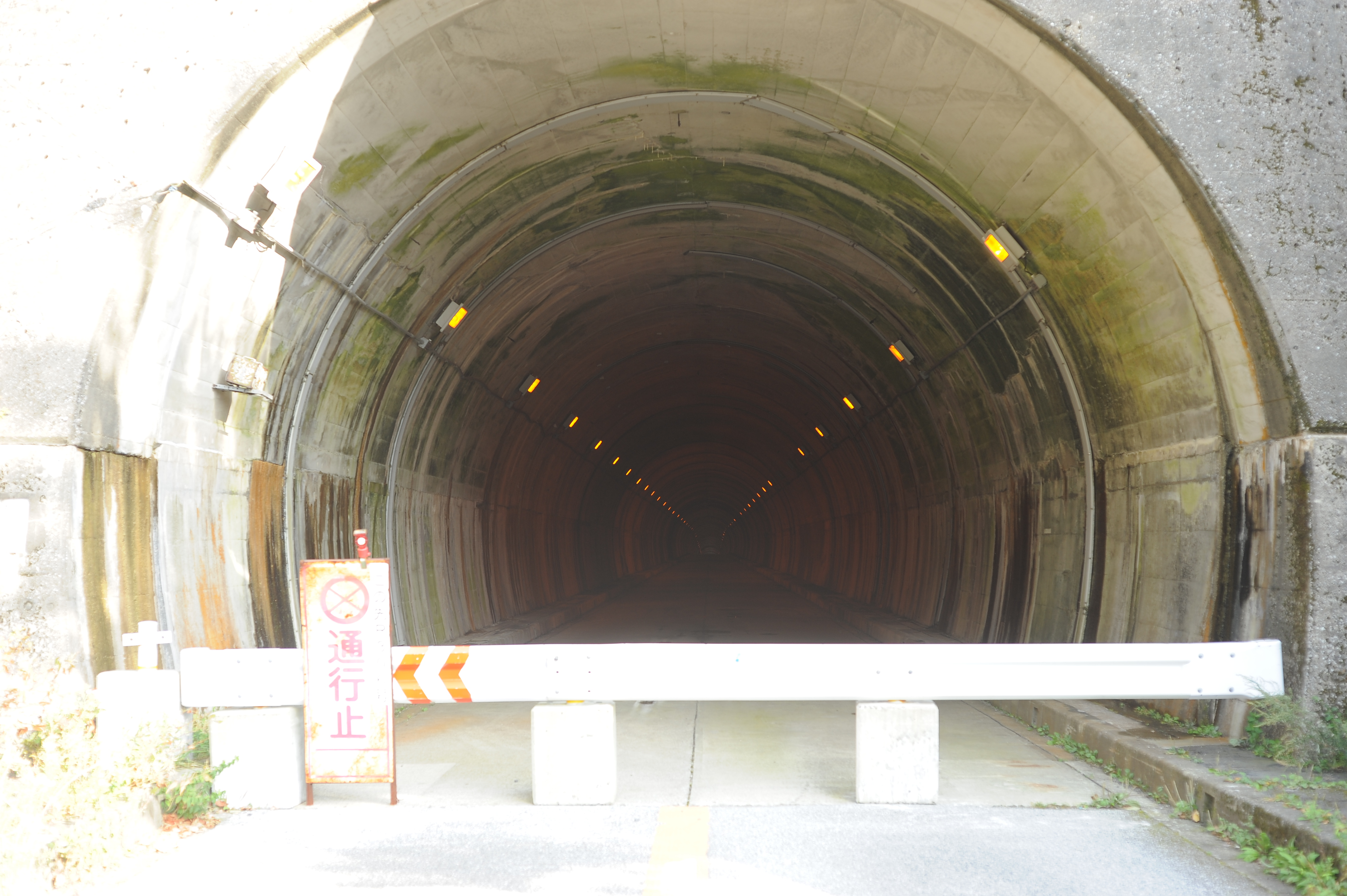
鞍掛トンネル内部
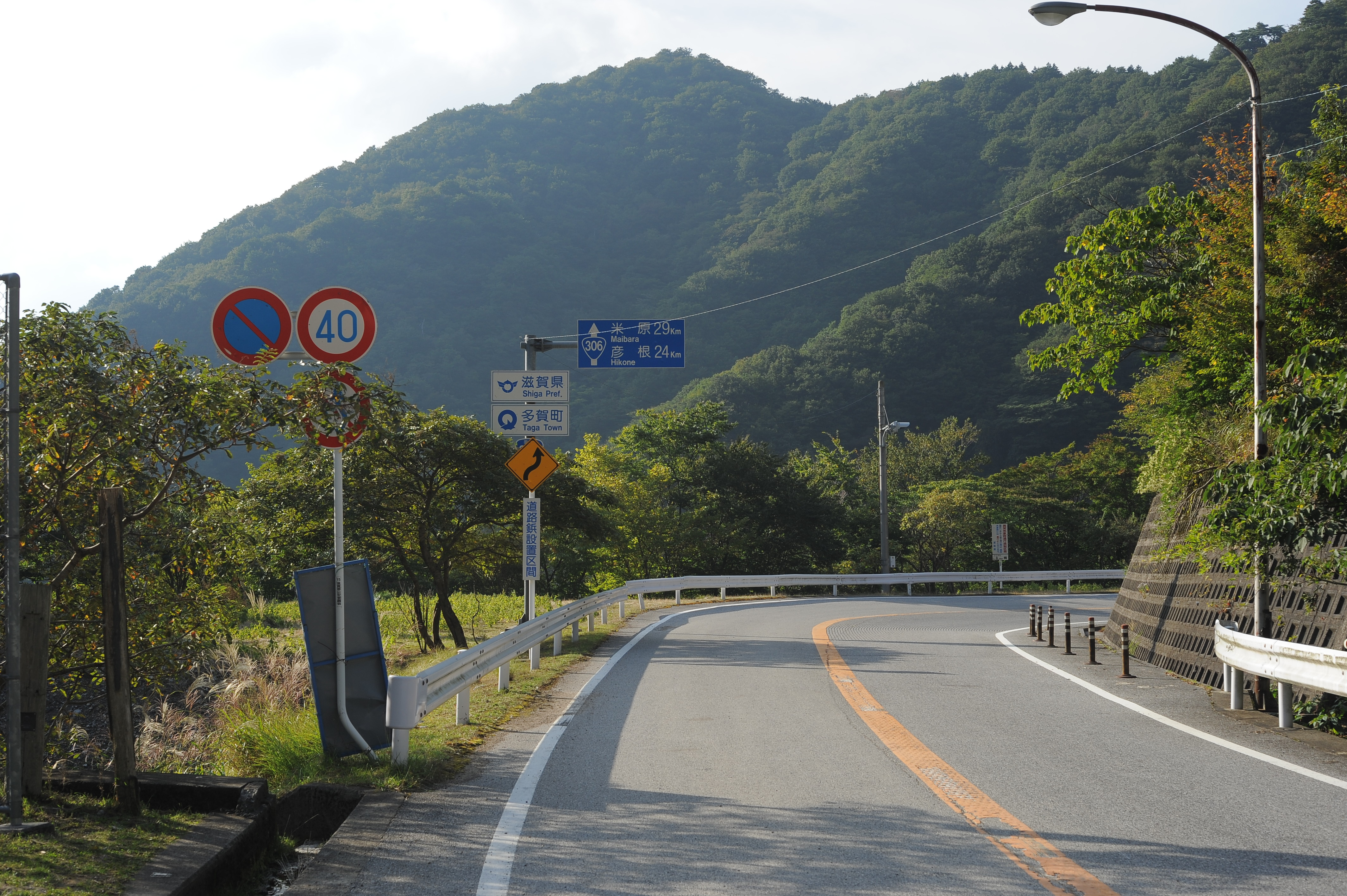
滋賀県側
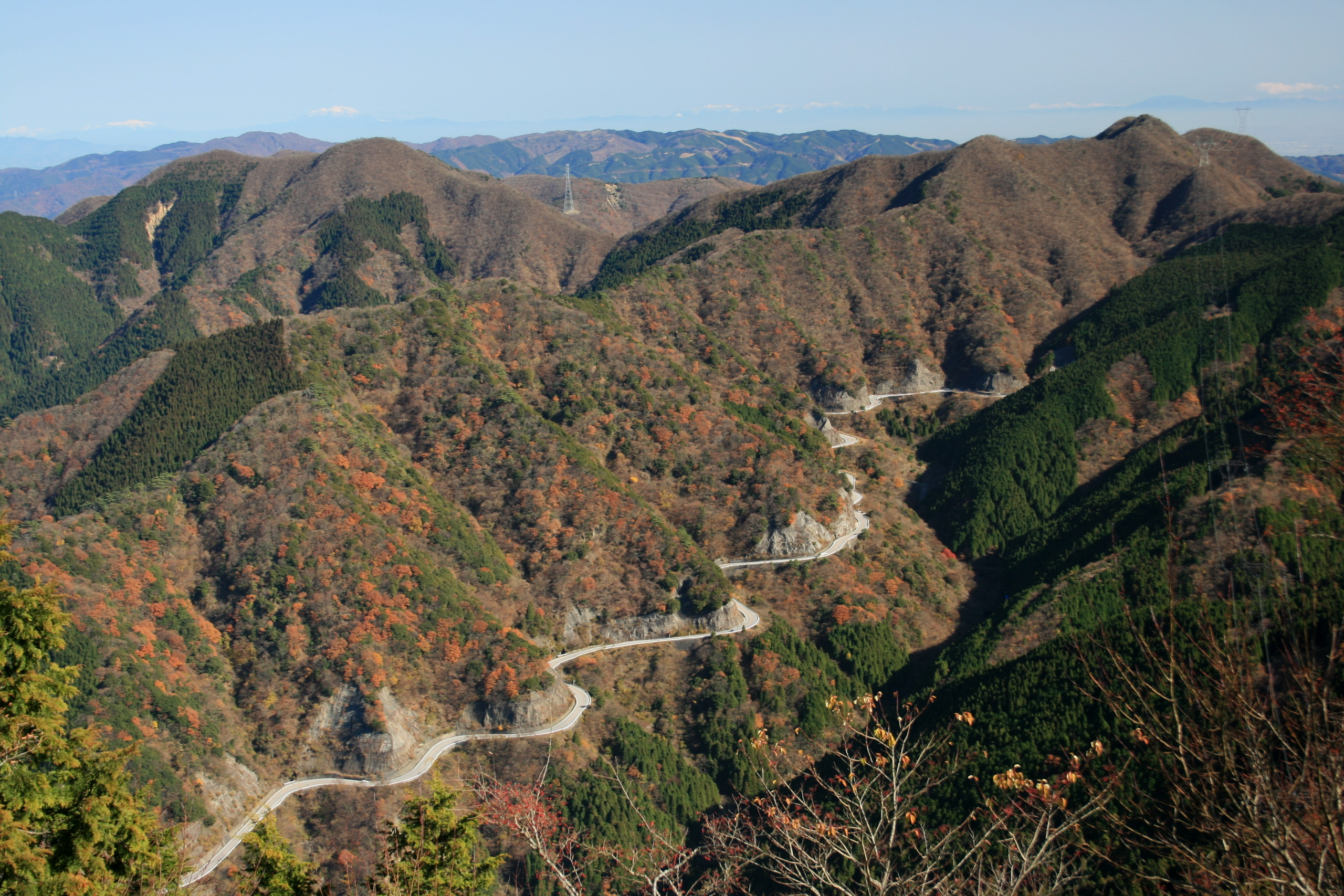
峠西側（滋賀県側）